# Максвејн (Калифорнија)
Максвејн (енгл. McSwain) насељено је место без административног статуса у америчкој савезној држави Калифорнија.

## Демографија
По попису из 2010. године број становника је 4.171.
| Група             | 2000.    | 2010.         |
| Белци             | 0 (0,0%) | 2.646 (63,4%) |
| Афроамериканци    | 0 (0,0%) | 56 (1,3%)     |
| Азијати           | 0 (0,0%) | 282 (6,8%)    |
| Хиспаноамериканци | 0 (0,0%) | 1.081 (25,9%) |
| Укупно            | 0        | 4.171         |